# 満月の夜
「満月の夜」（まんげつのよる）は、日本のヘヴィメタルバンド・聖飢魔IIの15枚目の小教典（シングル）。B.D.7年（1992年）9月21日に発布された。

## 収録曲
1. 満月の夜
  - 作詞・作曲：デーモン小暮、編曲：聖飢魔II・中村哲、妖怪松崎様
2. テロリスト
  - 作詞：デーモン小暮、作曲：Sgt. ルーク篁III世・デーモン小暮、編曲：聖飢魔II、中村哲、妖怪松崎様